# Thomas Kleis

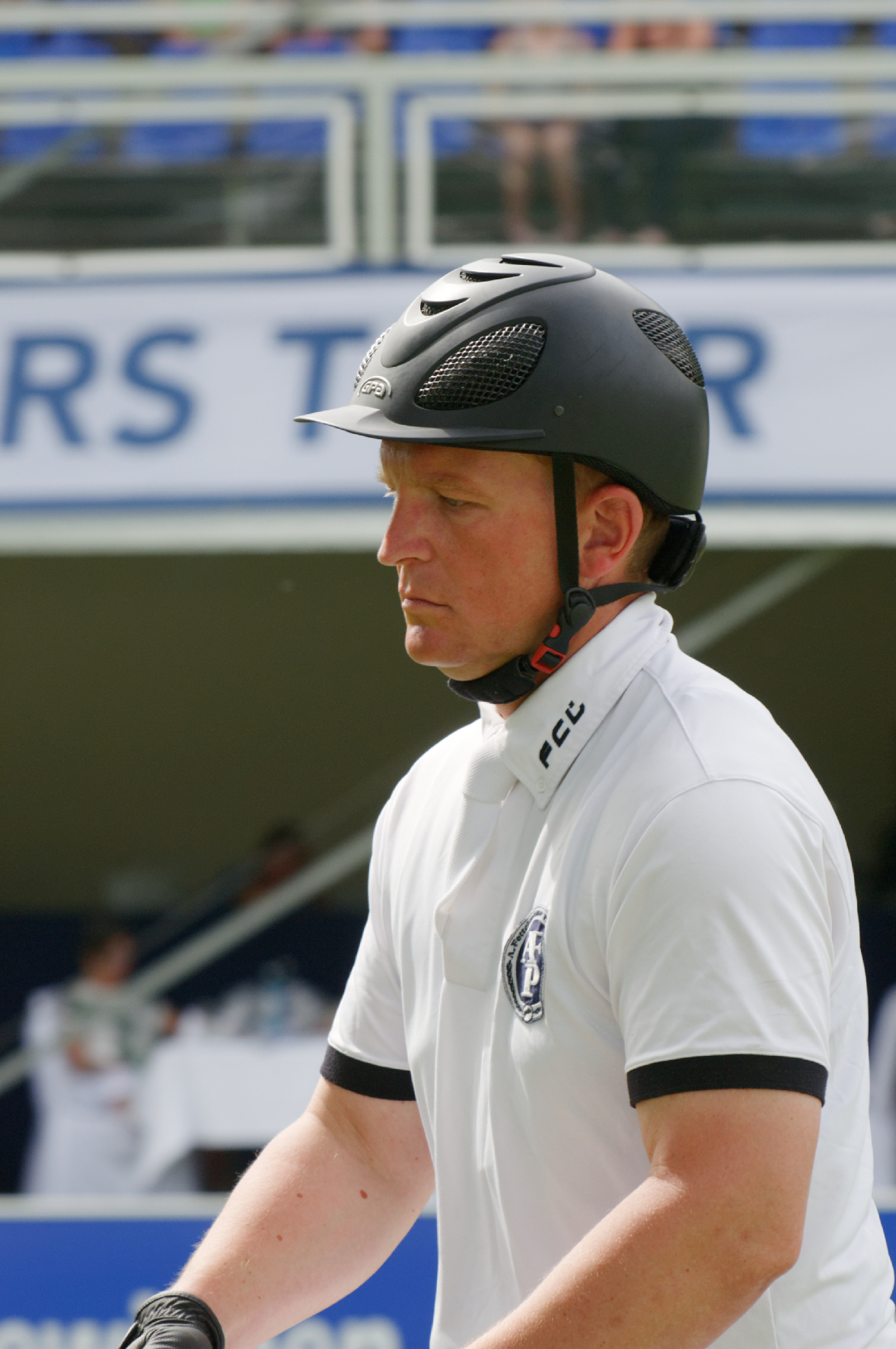
2014 beim Internationalen Pfingstturnier Wiesbaden

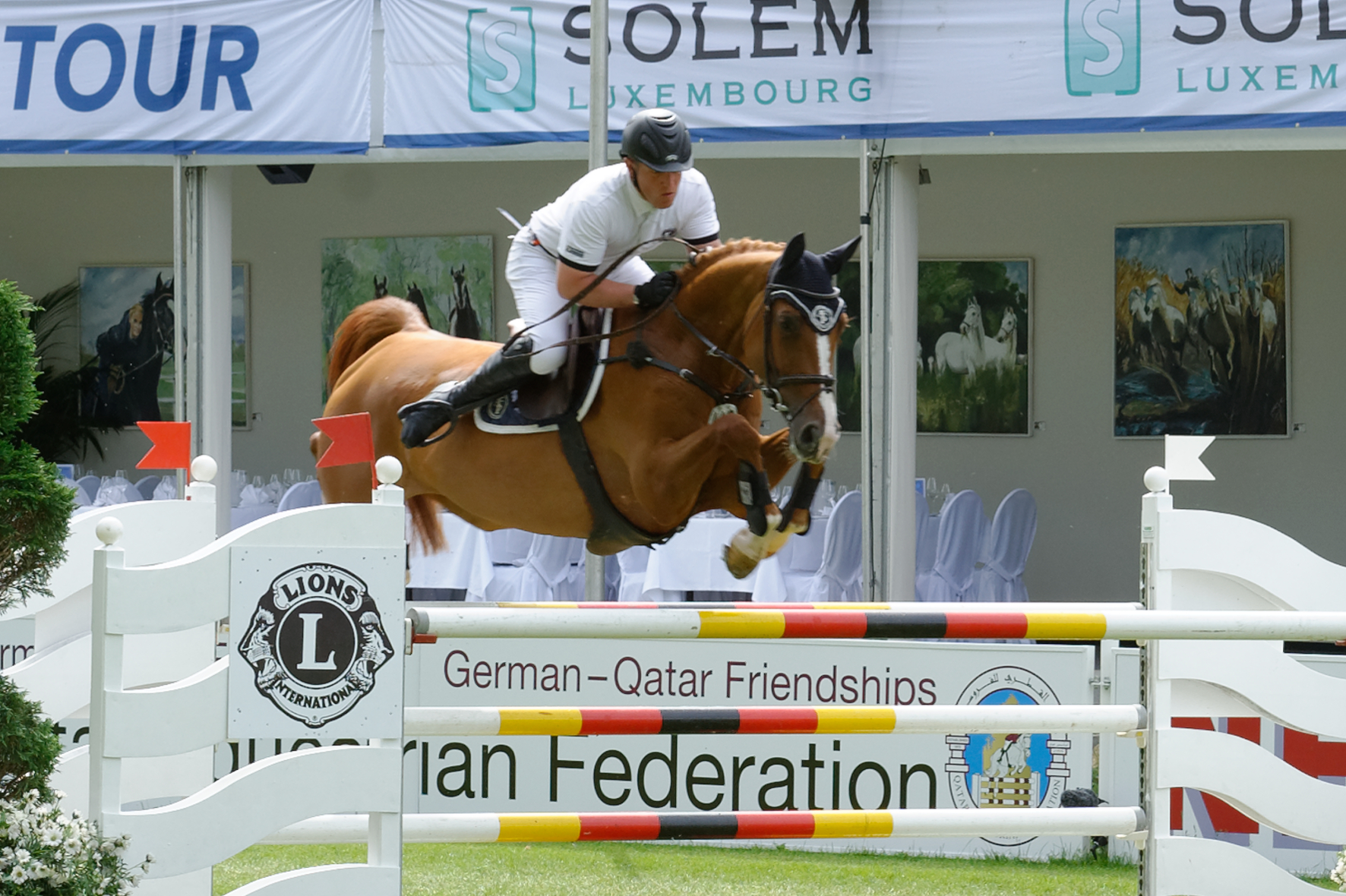
2014 beim Internationalen Pfingstturnier Wiesbaden

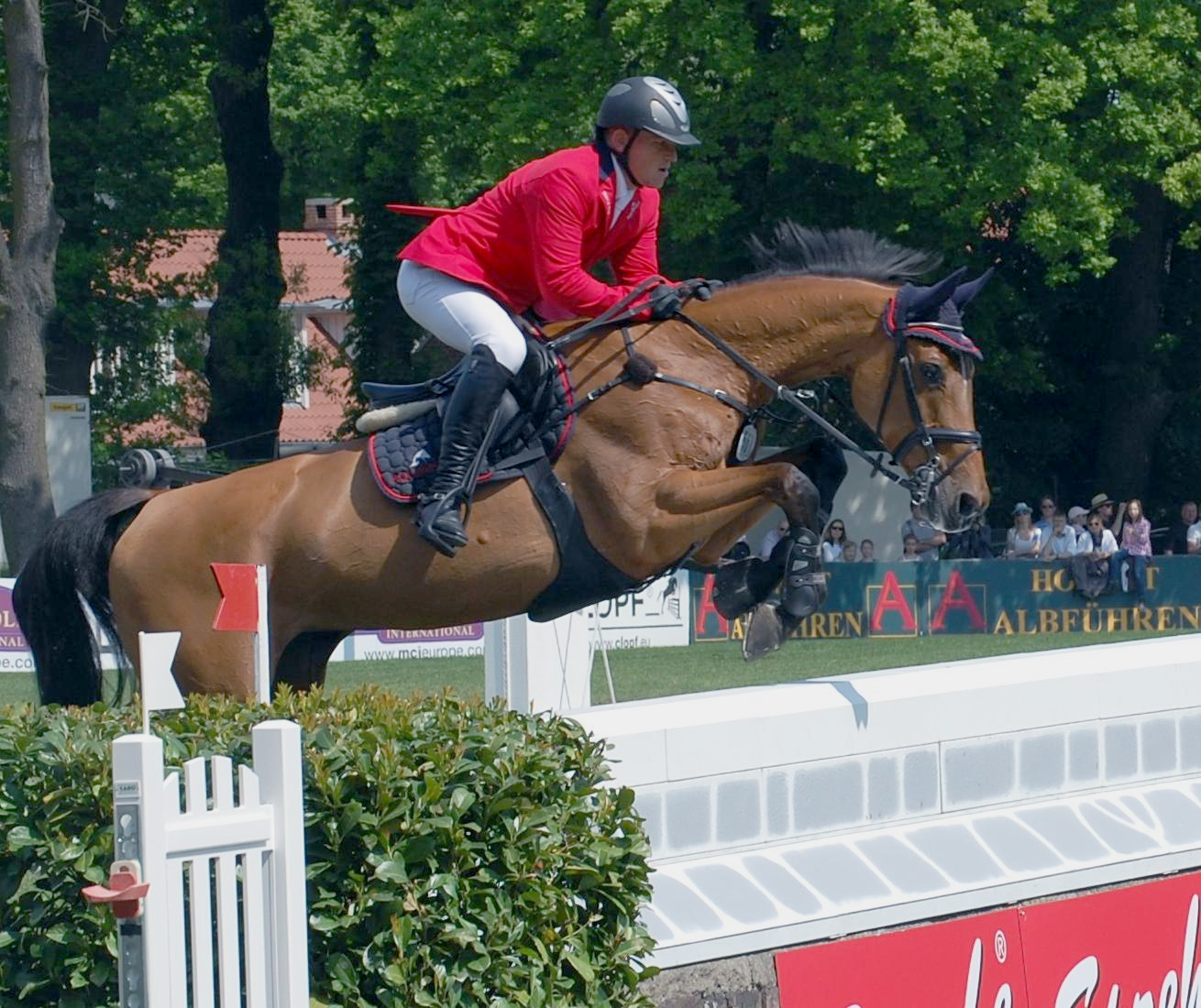
Thomas Kleis mit Carassina, Deutsches Spring-Derby 2012

Thomas Kleis (* 25. März 1978) ist ein deutscher Springreiter.

## Leben
Thomas Kleis stammt aus einer Reiterfamilie und saß schon von Kindesbeinen an im Sattel. Später erhielt er eine Ausbildung als Gas- und Wasserinstallateur. Danach beschloss er, das Reiten zum Beruf zu machen. Zuerst verbrachte er zwei Jahre auf der Anlage von Heinz und Heiko Schmidt in Neu Benthen und danach in Garlitz im Ausbildungsstall der Brüder Möller.
Mit dem Wechsel auf die Anlage von Wolfgang Neubert in Sommerstorf wurde er von den KMG Kliniken gesponsert, dessen Vorstandsvorsitzender Neubert ist. In dieser Zeit schaffte er den Sprung in den internationalen Turniersport. Nachfolgend war er ab 2005 in Wendorf bei Schwerin auf der Anlage des Schlosses für den Österreicher Udo M. Chistée tätig, der Kleis auch weiterhin Pferde zur Verfügung stellt. Anfang des Jahres 2011 machte er sich selbständig und gründete einen Turnier- und Handelsbetrieb.

## Leistungen
Zu seinen Erfolgen zählen Siege in Springprüfungen der Klasse S; sein wichtigster Sieg war der Gewinn des Deutschen Springderbys 2009 auf Carassina. Ein halbes Jahr zuvor hatte er in Wien beim Fest der Pferde mit Cousteau das Hallenderby gewonnen.
Kleis bestritt zudem für Deutschland im Jahr 2009 den Nationenpreis von Norwegen in Drammen, wo die deutsche Mannschaft den dritten Rang belegte. Als Teil der deutschen Mannschaft siegte er im CSIO 3*-Nationenpreis Sopot 2012 mit Questa Vittoria, im Nationenpreis von Bratislava 2014 mit For Success und im Nationenpreis des CSIO 3* Uggerhalne 2018 mit Chades of Blue.
Gemeinsam mit seiner Lebensgefährtin Birthe Makowei betreibt er die Reitanlage „Schlosshotel Wendorf“ in Kuhlen-Wendorf.

## Pferde (in Auswahl)
- Chades of Blue (* 2008), Oldenburger Springpferd, dunkelbraune Stute, Vater: Chacco-Blue, Muttervater: Diamant de Semilly[10]
- Carassina (1997–2018), braune Holsteiner Stute, Vater: Concerto II, Muttervater: Lord, im Oktober 2012 aus dem Sport verabschiedet[11][12][13]
- Cousteau (* 1999), Holsteiner Schimmelwallach, Vater: Carolus I, Muttervater: Contender, seit 2011 von Flaminia Straumann geritten.[14]
- Questa Vittoria (* 2003), Oldenburger Fuchsstute, Vater: Quidam's Rubin, Muttervater: Quattro B; zuletzt Anfang 2017 im internationalen Sport vorgestellt[15]